# Penrose-Medaille
Die Penrose-Medaille ist eine wichtige Auszeichnung der Geological Society of America für Verdienste um den Fortschritt der Geowissenschaften. Sie wurde 1927 von R.A.F. Penrose, Jr. gestiftet.
Besonders belohnt werden sollen wichtige geologische Forschungen, herausragende Originalbeiträge oder Errungenschaften, die einen großen Fortschritt in der Geologie bedeuten. Der Preis wird von einem Komitee unabhängig von der Nationalität vergeben. Die Preisträger sind nicht notwendigerweise Mitglieder der Geological Society of America.
Es gibt auch eine Penrose-Goldmedaille der Society of Economic Geologists.

## Preisträger
- 1927: Thomas Chrowder Chamberlin
- 1928: Jakob Johannes Sederholm
- 1929: keine Preisvergabe
- 1930: François Alfred Antoine Lacroix
- 1931: William Morris Davis
- 1932: Edward Oscar Ulrich
- 1933: Waldemar Lindgren
- 1934: Charles Schuchert
- 1935: Reginald Aldworth Daly
- 1936: Arthur Philemon Coleman
- 1937: keine Preisvergabe
- 1938: Andrew Cowper Lawson
- 1939: William Berryman Scott
- 1940: Nelson Horatio Darton
- 1941: Norman Levi Bowen
- 1942: Charles Kenneth Leith
- 1943: keine Preisvergabe
- 1944: Bailey Willis
- 1945: Felix Andries Vening-Meinesz
- 1946: T. Wayland Vaughan
- 1947: Arthur Louis Day
- 1948: Hans Cloos
- 1949: Wendell P. Woodring
- 1950: Morley Evans Wilson
- 1951: Pentti Eskola
- 1952: George Gaylord Simpson
- 1953: Esper S. Larsen, Jr.
- 1954: Arthur Francis Buddington
- 1955: Maurice Gignoux
- 1956: Arthur Holmes
- 1957: Bruno Sander
- 1958: James Gilluly
- 1959: Adolph Knopf
- 1960: Walter Hermann Bucher
- 1961: Philip Henry Kuenen
- 1962: Alfred Sherwood Romer
- 1963: William Walden Rubey
- 1964: Donnel Foster Hewett
- 1965: Philip Burke King
- 1966: Harry Hammond Hess
- 1967: Herbert Harold Read
- 1968: John Tuzo Wilson
- 1969: Albert Francis Birch
- 1970: Ralph Alger Bagnold
- 1971: George Marshall Kay
- 1972: Wilmot Hyde Bradley
- 1973: M. King Hubbert
- 1974: William Maurice Ewing
- 1975: Francis J. Pettijohn
- 1976: Preston Cloud
- 1977: Robert P. Sharp
- 1978: Robert M. Garrels
- 1979: J Harlen Bretz
- 1980: Hollis Dow Hedberg
- 1981: John Rodgers
- 1982: Aaron C. Waters
- 1983: G. Arthur Cooper
- 1984: Donald E. White
- 1985: Rudolf Trümpy
- 1986: Laurence L. Sloss
- 1987: Marland P. Billings
- 1988: Robert S. Dietz
- 1989: Warren Bell Hamilton
- 1990: Norman D. Newell
- 1991: William R. Dickinson
- 1992: John Frederick Dewey
- 1993: Alfred G. Fischer
- 1994: Luna B. Leopold
- 1995: John C. Crowell
- 1996: John R. L. Allen
- 1997: John D. Bredehoeft
- 1998: Jack E. Oliver
- 1999: M. Gordon Wolman
- 2000: Robert L. Folk
- 2001: Kenneth Jinghwa Hsü
- 2002: Walter Alvarez
- 2003: Peter R. Vail
- 2004: W. Gary Ernst
- 2005: Minze Stuiver
- 2006: Robert D. Hatcher
- 2007: Kevin Burke
- 2008: George A. Thompson
- 2009: B. Clark Burchfiel
- 2010: Eric J. Essene
- 2011: Paul F. Hoffman
- 2012: Raymond A. Price
- 2013: Steven M. Stanley
- 2014: Susan W. Kieffer
- 2015: James W. Head
- 2016: John T. Andrews
- 2017: George Plafker
- 2018: Kent C. Condie
- 2019: Tanya M. Atwater
- 2020: James G. Moore
- 2021: Ian W. D. Dalziel
- 2022: An Yin
- 2023: Suzanne Mahlburg Kay
- 2024: Andrew Knoll
- 2025: Thure E. Cerling